# 新圩镇 (饶平县)
新圩镇，是中华人民共和国广东省潮州市饶平县下辖的一个乡镇级行政单位。
新圩镇地处饶平中部丘陵地带，东毗邻福建太平镇及建设乡，西邻樟溪镇，北连浮山镇、东山镇，南接联饶镇。农业是全镇经济主体，粮果生产是全镇经济主导产业。2002年11月，撤销渔村镇，其行政区域并入新圩镇。

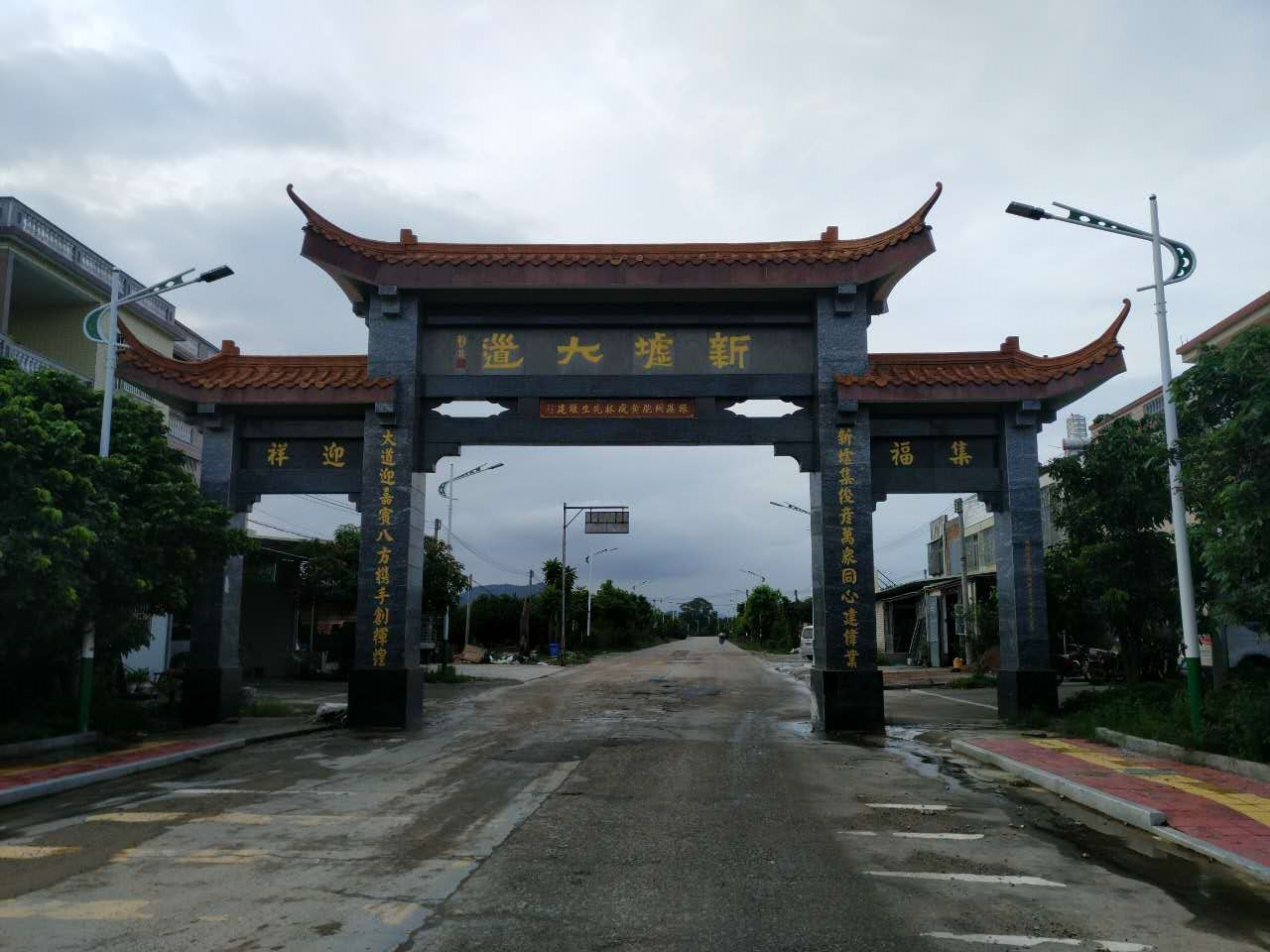
广东省潮州市饶平县新圩镇新圩大道

## 历史
古为元歌都东洋堡辖地，民国为浮山区所辖，1955年设渔村农场，1972年改公社，1986年改区，同年改乡，1989年建镇。1996年，面积23.7平方千米，人口7.5万人，辖永盛、明塘、新楼、旧楼、上书、后头、金背、长柯、龙塘、西坑、燎星、梅林、坎下、南洋、下村15个管理区和渔村居委会。

## 面积
镇域面积92.4平方公里，有山地面积5.2万平方公里，耕地面积1.33万平方公里。

## 人口
人口总数3.5万人。

## 语言
潮汕话为主要使用语言，渔村部分使用客家话

## 信仰
梅林村
- 永福寺:供奉大圣爷、关帝爷

豪光村
- 豪光古庙:供奉三山国王

长彬村
- 长彬古庙:供奉陈吊王

后头村
- 大伯爷公庙:供奉大伯爷、财神爷
- 娘宫:供奉南海观音、大圣爷

南洋村
- 福寿庵:供奉玄天上帝、三山国王、慈悲娘娘、三世佛、十八罗汉、十殿阎王

金背村
- 三老爷宫:供奉三老爷

冯田村
- 振鹏庵:供奉北帝爷
- 三山国王庙:供奉北帝爷、陈吊眼

左麦村
- 三山国王庙:供奉文曲星、陈吊眼

麦园村
- 三山国王庙:供奉三山国王、陈吊眼

西坑村
- 广福庙:供奉仙师爷、五谷主、关帝爷

南山村
- 水口宫:供奉三元神
- 关帝庙:供奉关公

坎下村
- 五显公庙:供奉关帝爷、南海观音、五谷主

## 姓氏由來
连姓， 宋朝徽宗时期的居福建莆田重岩公，宋理宗王（公元１２５９年）其裔孙金诰公来潮开创潮阳连氏。后裔分衍汕头、濠江、潮阳、潮南、澄海、南澳、潮州湘桥、潮安、饶平黄冈、饶平新圩、普宁、惠来等地。
吳姓， 吳大成南宋「漸山七賢」之一，原籍河南光州固始縣八角井，遷福建省漳州詔安縣梅洲吳氏開基祖，妣追封恭人晉封宜人贈孺人陳氏，饒平中部吳氏皆為吳大成派下。長子吳奮龍後裔居於福建漳州漳浦縣，漳州南靖縣西南山坳，福建漳州平和縣，饒平縣螺坑（今東山鎮）、小榕、浮山、大榕(今浮濱)。五子吳乘龍於南宋嘉定九年（公時年31歲）攜二子移居廣東海南，至明宣德元年，大成祖第十一世孫吳素樸（時年十歲）由其父攜帶東移饒平縣塘邊（即長彬）定居，後裔居浮山、浮濱、樟溪等處。
陳姓， 吴大成第五子乘龙，于南宋绍定间携二子远渡海南岛创居，传至第十世吴x(迭名)，于明宣德元年(1426)携子吴素朴东移饶平，于塘边(今长彬)定居，饲养鸭母，自成门户。六年后素朴娶当地人陈氏希儒为妻，并得到陈氏族众的关心扶持，后夫妻姓氏互易，吴陈亲如一家，且人口增长迅猛，今已成该镇大村之一。
陳姓， 陳氏一世祖文靖公,諱坦,福建泉州永春人,北宋元符間榮登進士榜,受任廣東省潮州府海陽知縣,在任有惠政,任滿潮人挽留,遂與同在潮為官的從兄精一公(諱增)一起卜居潮地秋溪都鸛塘鄉(現潮州市湘橋區官塘鎮),迄今已近千年。明初裔孫陳恢弼自秋溪遷入苗田(現饒平新圩鎮）。
陳姓， 宋末从福建莆田迁移至今广东潮州鳌头(今潮安东凤镇)，尔后迁址至今饶平东界(今所城、大埕、柘林三镇)。明永乐二十年（1422年），陈姓先祖从今饶平东界迁新圩冯田村。
谢姓， 開饒始祖 謝福全於元末明初間，從福建漳州小靖(今詔安秀篆)遷移海陽，開創橫溪(今饒平新豐鎮)。福全派下有饒平黃岡、聯饒、樟溪、新圩、錢東、高堂、大埕；潮安、澄海、潮陽、普寧、豐順等。
莊姓， 莊淳靜，乃潮安江東獨樹莊氏始祖莊彌淵第五代孫，由江東獨樹遷移饒平黃岡大衙開枝發葉。莊淳靜娶陳氏，長子莊子俊有一子：若輝。莊若輝生二子：慎峰、少峰。莊慎峰，於明正德年間(1506-1521)為躲官司，從黃岡大衙避居今新圩鎮，為新圩莊氏開基始祖。
鄧姓， 邓文显，世居福建汀州府宁化县石壁禾口村。子志斋、号太乙，被粤东多数邓氏裔孙尊为一世祖。鄧氏先祖居饶平县上饶镇下善(永善村)，后裔迁入饶平新圩镇下村。
曹姓， 始祖十五郎公，号远生，妣马氏。宋朝进士，官福建汀州知府，卜居福建宁化曹坑。十五郎公生一子二十一郎，由宁化移于连城半溪，又徙福建上杭横桥前坑，生下二子：三十二郎、三十六郎。三十六郎移居广东饶平西坑内曹乡(今新圩)。
朱姓， 先祖朱熹(文公)，元朝末年，朱文公的第九世裔孙朱国泰公从福建漳州龙海鸿关大社搬迁到云霄西林村定居。国泰公四世孫孟育公于明朝景泰初期从溪坪罗山移居福建诏安鹤坑（今福建云霄县岳坑村）。岳坑朱氏裔孙散居漳州、广东饶平黄冈镇、联饶镇、新圩镇主要来自之文公十三世孙见锡公及乐静公、东峡公等之派裔。
朱姓， 于元末从福建南平邵武迁至今广东潮州饶平海山坂上，明崇祯年间从海山坂上迁移至新圩左麦村。
王姓， 王姓于宋末元初从福建永定迁移至今广东潮州三饶，尔后迁至饶平浮山东官村。明宣德五年（1430）从饶平浮山东官迁至新圩镇旧楼村，清光绪年间从旧楼村移至龙塘村创业。因建乡之始，村中东面及西面分别建龙光楼及龙堂楼，而取名龙堂，后改称龙塘。村旁有后头山，海拔120米。世居民族为汉族，通用闽南方言饶平潮州话。
王姓， 于宋末从福建平和县迁移至广东汕头澄海南洋定居，明万历七年从澄海南洋村迁移至饶平新圩南山村。
张姓， 先祖宋末之初从福建漳州迁至广东潮州饶平下饶堡马岗乡，从今广东饶平县三饶镇马岗乡尔后迁徙至今新圩下蔡村，明天顺三年（1459）从新圩下蔡村迁至新圩镇南洋村。
张姓， 于清康熙三十三年（1694年），从饶平深溪（今汤溪镇周边）搬迁至新圩新石村。张氏祖公是一个秀才，乡里被盗贼烧毁后，全家失散，他和大、二儿子失踪，只有三、四儿子和母亲（李氏妈）一起连夜逃出，回到安民娘家暂住，不久来到新塘（新石）创乡。经过子孙后代的勤耕力作，白手兴家，至民国初年，已有近百户、二百多人。
张姓， 于明万历末年（1617年），由福建漳州市诏安县太平镇景坑村始祖张宗荣八世孙张宽侃迁移至广东饶平新圩坎下村。创村后为闽粤两不管之地，1937年才从景坑划归饶平渔村管辖。因建乡之始，民居地处渔村三门坷大崩坎之下，而取名坎下。
刘姓， 先祖于宋末元初从福建龙岩迁移至广东大埔百侯镇，后移至今潮州饶平饶洋镇石井村。明天顺四年（1460），从饶平石井村移至饶平东山小榕后迁移新圩镇西坑村。因地处今渔村西面的山区谷地而取名西坑。
吕姓， 正统元年（1436年），吕姓祖先从饶平黄冈东峡村至此新圩南山村。因创乡时建在八仙山主峰之南而得名南山，曾用名南山塘。
余姓， 余姓于宋末从福建省漳浦县迁移至今广东潮州饶平黄冈后港村，明万历末年（1620年），余氏从今饶平县凤江后港村迁入新圩豪光村，故昔时称“后港寮”。
严姓， 于南宋从福建漳州为避乱时南迁于广东潮州府黄冈城，明初从饶平黄冈城迁至新圩冯田村。
赖姓， 于南宋末年从福建永泰迁至广东潮州黄冈，明初年从饶平黄冈迁移至新圩冯田村。
翁姓， 元初从福建莆田迁移至今广东潮州饶平三饶西门，明崇祯年间，从三饶西门迁移至新圩左麦村。
江姓， 元末从福建平和县迁至今广东潮州饶平汤溪青竹径，明末从汤溪青竹径迁移至新圩左麦村。
黄姓， 宋初从福建省泉州迁移至广东潮州府江东独树乡，元朝泰定五年从潮州府独树乡迁移至饶平新圩潘段村。黄氏大夫第，始建于清光绪年间（1875-1908年），占地面积660平方米，四点金式古厝，保存基本完好，有人居住。
黄姓， 洪武元年（1368年），黄氏先祖从广东潮州三饶南淳迁至今新圩汉塘顶片定居创祖。
邱姓， 宋朝初年从福建迁移至广东潮州，宋未从潮州迁移至饶平新圩潘段村。
林姓， 宋朝初年从福建省泉州迁移至今饶平县三饶，宋末从饶平县三饶迁移至新圩潘段村。
郑姓， 郑姓于南宋时由福建莆田迁至今广东潮州饶平海山镇坂上村后迁居于新圩西山村，明万历末年（1620年），从西山村至岐山创村。

## 交通
镇区距离县城17公里，距离沈海高速黄冈出口15公里，省道S222线、县道X008线贯穿全境，其中，县道X008线是饶平连接福建的过境线之一，全镇及村内主要道路实现路面硬底化，总里程数超100公里。

## 水利资源
镇内水利资源丰富，有中二型水库一宗、(小)型水库1宗、小（二）型水库13宗、山塘46宗。

## 教育
村庄中多有小学，全镇唯一一处中学：新墟中学。

## 行政区划
新圩镇下辖以下地区：
安民村、霞光村、冯田村、南山村、左麦村、侨光村、苗田村、田中村、锦华村、长彬村、潘段村、豪光村、岐山村、西山村、新石村、后头村、永盛村、明堂村、金背村、长柯村、龙塘村、西坑村、燎星村、梅林村、坎下村、下村、南洋村、新楼村、旧楼村和下书村。